# Трудодень

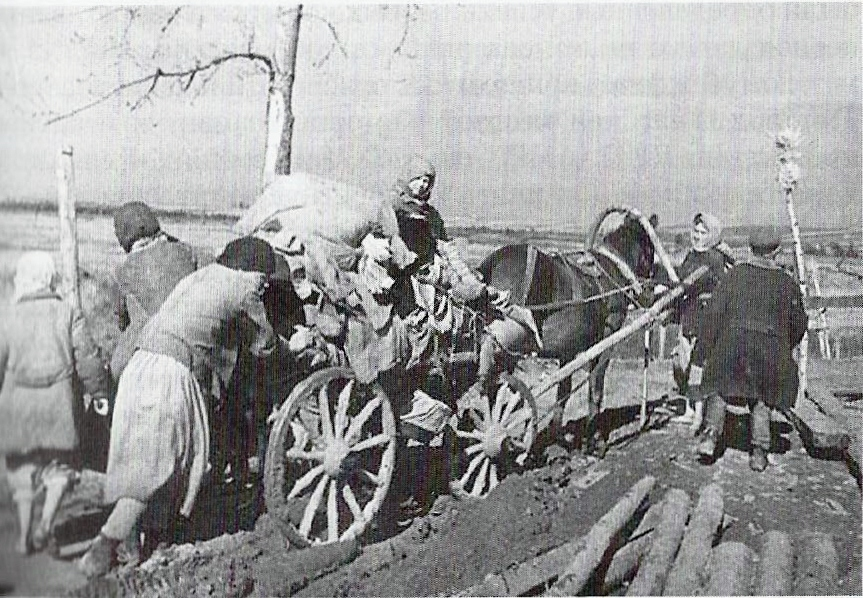
Весна 1930 року. Всією родиною у колгосп.

Трудодень — термін, пов'язаний з формою оплати праці в колгоспах СРСР, введеною у 1930–31 під час примусової колективізації сільського господарства. Трудодні були замінені грошовою оплатою з 1966 року. 

## Опис
Трудодні обраховували за виконання різних категорій праці (їх було від 7 до 9): колгоспникові, який виконав денну норму найпростішої праці, записували 0,5 трудодня, за працю 9 категорії — 4,5 Т. Вартість трудодня в колгоспах встановлювалася в кінці с.-г. року, коли суму продуктів і грошей, які залишилися для розподілу в колгоспі, ділили на число трудоднів усіх колгоспників за рік, і кожний колгоспник одержував відповідно до числа відроблених трудоднів. 
Оплата праці за допомогою трудоднів була одним із методів експлуатації колгоспників для фінансування індустріалізації. Перед розподілом заробітку на трудодні колгосп мусив продати державі призначену норму продукції за ціну, яка до середини 1950-х була значно нижчою від собівартости, оплатити податки державі й послуги МТС (до 1958) та залишити певну кількість продуктів як резервний і насіннєвий фонди. Скільки залишиться до розподілу, ніколи не було відомо заздалегідь. Для колгоспника не було жодного зв'язку між його працею протягом року й оплатою трудоднів, наслідком чого була дуже низька продуктивність праці в колгоспному господарстві. 
У другій половині 1950-их розпочинається перехід на грошову оплату праці в колгоспах. Це вимагало посиленого постачання села продовольчими і промисловими продуктами, яке помітно й збільшилося наприкінці 1950-их — на початку 1960-их pp. Врешті, постанова ЦК КПРС і Ради Міністрів СРСР від 15.5.1966 «Про підвищення матеріальної зацікавленості колгоспників у розвитку громадського виробництва» рекомендувала колгоспам замінити оплату праці в трудоднях гарантованою грошовою оплатою, наслідком чого система трудоднів вийшла з ужитку.
Після війни, наприклад, в колгоспах Кіровоградщини за ці трудодні платили настільки мало, що селянин працював фактично задарма.  Всі колгоспники тривалий час надзвичайно бідували. Радянська влада вживала репресивні та адміністративні заходи щодо колгоспників України, які не могли виконати встановлену владою кількість трудоднів. Селянська праця в колгоспах за трудодні була подібною до кріпацтва.
Нерідко колгоспник отримував менший заробіток за трудодень, ніж норма хліба на одну людину в блокадному Ленінграді чи на одного ув'язненого радянських концтаборів. Опис трудодня у тогочасній народній творчості:
|  | Трудодень, трудодень, трудоодиниця, батько ходить без штанів, мати — без спідниці. Сидить баба на рядні та й рахує трудодні. — Трудодень, трудодень, дайте хліба хоч на день. Працювала вісім день, заробила трудодень. А від того трудодня, голодую я щодня. |

21 лютого 1948 року Президія Верховної Ради СРСР видала указ, відповідно до якого кожного, хто не виробив встановленого мінімуму трудоднів, можна було виселяти за межі України. Була також передбачена кримінальна відповідальність за невироблену мінімальну кількість трудоднів.А ось такий вигляд мала ця трудова марка яка вирізалася з листа з 25 єкземплярів.https://newauction.org/offer/sssr_trudovaja_marka_1_trudoden_original-i309867678901485.html